# Třeboc
Třeboc település Csehországban, Rakovníki járásban. Třeboc Ročov, Domoušice, Kozojedy, Pochvalov, Kroučová, Řevničov, Mutějovice és Hředle településekkel határos. Lakosainak száma 154 fő (2024. január 1.).

## Népesség
A település lakosságának változását az alábbi diagram mutatja:
| Lakosok száma | 505  | 501  | 527  | 280  | 186  | 133  | 137  | 153  | 164  | 154  |
|               | 1869 | 1900 | 1921 | 1961 | 1980 | 2011 | 2016 | 2019 | 2021 | 2024 |